# Oscar Dronjak
Oscar Fredrick Dronjak (Mölndal, Švedska, 20. siječnja 1972.) švedski je gitarist i glazbenik. Najpoznatiji je kao gitarist power metal-sastava Hammerfall. S Joacimom Cansom jedini je član te skupine koji se pojavio na svakom njezinom albumu.

## Životopis
Rođen je 20. siječnja 1972. u Mölndalu. Njegov je otac Srbin, a majka Šveđanka. Prvo glazbalo koje je učio svirati bila je harmonika, a poslije je počeo svirati trombon. S 14 godina počeo je svirati gitaru.
Prvi Oscarov sastav bio je The Hippie Killers. Godine 1988. osnovao je sastav Striker koji je naknadno promijenio ime u Desecrator, a 1991. u Ceremonial Oath. S potonjom je skupinom snimio prvi studijski album The Book of Truth, a napustio ga je 1993.
Iste godine Oscar s članovima sastavima Dark Tranquillity, In Flames i Ceremonial Oath osnovao je sastav Hammerfall. Do danas je jedini preostali član izvorne postave. Oscar se također pojavio kao gostujući pjevač na albumu The Jester Race i EP-u Subterranean sastava In Flames i EP-u Penetrations from the Lost World projekta Dimension Zero.

## Diskografija
Hammerfall
- Glory to the Brave (1997.)
- Legacy of Kings (1998.)
- Renegade (2000.)
- Crimson Thunder (2002.)
- Chapter V: Unbent, Unbowed, Unbroken (2005.)
- Threshold (2006.)
- No Sacrifice, No Victory (2009.)
- Infected (2011.)
- (r)Evolution (2014.)
- Built to Last (2016.)
- Dominion (2019.)

Ceremonial Oath
- The Book of Truth (1993.)

Gostavnja
- In Flames – Subterranean (1994.)
- In Flames – The Jester Race (1996.)
- Dimension Zero – Penetrations from the Lost World (1997.)